# The Chemical Brothers
The Chemical Brothers é uma dupla de música eletrônica do Reino Unido composta por Tom Rowlands e Ed Simons (também chamados Chemical Ed e Chemical Tom). Inicialmente chamavam-se "The Dust Brothers", referência a uma dupla de produtores musicais que usavam o mesmo nome, mas devido à sua popularidade e possibilidade de retratações legais acabaram mudando seu nome em 1995. Junto com The Prodigy, Fatboy Slim, The Crystal Method e outros artistas, foram os pioneiros do big beat.

## História

### Prólogo
Ed cresceu em Herne Hill, Londres, Inglaterra, e seus maiores interesses quando jovem eram aviões e musicais. Ao deixar a escola seus interesses musicais eram as bandas New Order, e The Smiths, que eram provenientes de Manchester. Posteriormente estudou História Medieval da Universidade de Manchester.
Outro estudante de sua classe era Tom Rowlands, que nasceu em 11 de janeiro de 1971 em Kingston upon Thames, Inglaterra. Tornou-se obcecado pela Escócia quando garoto, e adorava gaitas-de-fole em particular. Posteriormente interessou-se por outros tipos de música. Inicialmente seus favoritos eram a trilha sonora de Oh What A Lovely War, depois 2-Tone, e em sua adolescência o som de artistas eletrônicos como Heaven 17, Kraftwerk, New Order e Cabaret Voltaire. No final de sua adolescência progrediu para The Jesus and Mary Chain. Tom descreveu o primeiro álbum do Public Enemy como uma gravação que mudou sua vida, e que "Miuzi Weighs a Ton" foi uma das canções mais impressionantes que já havia ouvido. Começou então a colecionar álbuns de hip hop de artistas como Eric B e Schoolly D. Rowlands era membro da banda Ariel antes de conhecer Simon, cuja formação foi feita em Londres por Rowlands e seus colegas Brendan e Matt, antes de mudarem-se para Manchester.

### O começo da carreira
A partir de 1992, Rowlands e Simons começaram então a trabalhar como DJs no clube "Naked Under Leather", nos fundos de um pub. Utilizam o nome "The 237 Turbo Nutters", e tocavam hip hop, techno e house. Posteriormente passaram a chamar-se "The Dust Brothers", referência a uma dupla de produtores musicais famosos pelo seu trabalho com os Beastie Boys. Após a escassez de material de hip hop para mixagens, passaram então a produzir suas próprias faixas. Utilizando um sistema Hitachi, um computador, um sampler e um teclado, gravaram "Song to the Siren", que foi lançado por sua própria gravadora. Em outubro do mesmo ano chegaram a imprimir 500 cópias da obra e começaram a espalhar por lojas de música dance em Londres. Receberam críticas que a gravação era muito lenta (tocada em 111 BPMs). Enviaram a gravação para o DJ local Andrew Weatherall, que fez adaptações e relançou "Song to the Siren" em maio de 1993.
A dupla completou a universidade e começou a fazer remixagens. No final de 1993 completaram o EP 14th Century Sky, que foi lançado em janeiro do ano seguinte. Ele continha "Chemical Beats", que marcou o gênero da banda definindo o gênero big beat, que depois foi seguido por Fatboy Slim e vários outros artistas. Também continha "One Too Many Mornings", que foi a primeira demonstração de uma gravação menos intensa do grupo. Ambas as faixas também foram adicionadas no álbum de estreia, e o EP foi seguido de outro EP, "My Mercury Mouth", ainda em 1993.

### The Heavenly Social e a mudança deDustparaChemical
Em outubro de 1994 tornaram-se DJs residentes em clube influente de Londres, o Heavenly Sunday Social Club, cujos frequentadores regulares incluiam Noel Gallagher, Paul Weller, James Dean Bradfield e Tim Burgess. Os The Dust Brothers foram convidados a remixar faxias de Manic Street Preachers e The Charlatans, além de "Jailbird" do Primal Scream e "Voodoo People" do The Prodigy. Esses dois últimos receberam exposição na televisão, sendo apresentados na MTV em 1995. Ainda no final de 1994 a banda teve contato com Noel Gallagher do Oasis, que na época estava tornando-se um dos mais proeminentes guitarristas da Grã-Bretanha. Ele contou que havia escrito uma canção e gostaria que a dupla remixasse. Apesar disso mudou de ideia depois, e acabou lançando "Wonderwall" no álbum (What's the Story) Morning Glory? de sua banda.
Em março de 1995 a dupla começou sua primeira turnê internacional, que incluia os Estados Unidos e festivais pela Europa. Na mesma época o grupo Dust Brothers original ameaçou legalmente o grupo pelo uso indevido do nome, e então Rowlands e Simons decidiram mudar para "The Chemical Brothers". Em junho lançaram o quarto single, Leave Home, sendo o primeiro com a nova identidade.

### Exit Planet Dust
Em julho de 1995 a banda lançou seu álbum de estreia Exit Planet Dust, título esse inspirado pela mudança do nome "Dust". Entraram nas paradas do Reino Unido em nono lugar. O álbum acabou vendendo acima de um milhão de cópias pelo mundo, e logo após seu lançamento o grupo assinou contrato com a Virgin Records. Para o lançamento do próximo single, "Life Is Sweet", chamaram o amigo Tim Burgess, vocalista do The Charlatans. A obra ainda incluía a mesma canção remixada pelo Daft Punk.
Em agosto o Chemical Brothers foi o DJ do Oasis em um concerto em Sheffield. Após o desagrado de Liam Gallagher com o trabalho da dupla, acabaram sendo substituídos por um músico do The Verve para continuar o serviço.
Em outubro de 1995 o duo retornou ao Heavenly Sunday Social para mais apresentações, tornando-se residentes aos sábados. Em janeiro do ano seguinte Exit Planet Dust ganhou disco de ouro. O grupo lançou seis meses depois o EP "Loops Of Fury". Em fevereiro a Select Maganiza publicou uma lista dos 100 melhores álbuns da década de 1999, listando Exit Planet Dust no número 39.

### "Setting Sun"
A faixa dos Chemical Brothers com participação nos vocais de Noel Gallagher, guitarrista da banda inglesa Oasis, "Setting Sun" foi lançada em outubro de 1996, tornando-se o primeiro single topo de parada da banda. Representantes legais dos Beatles entraram em contato com a banda para alegar plágio da canção "Tomorrow Never Knows", e a gravadora Virgin Records teve que contratar um especialista para provar que a canção não era plágio da obra psicodélica da década de 1960.
Em março de 1997 a dupla lançou nova faixa, "Block Rockin' Beats", que tornou-se primeiro lugar no Reino Unido, ganhando posteriormente um Grammy por melhor Rock Instrumental.

### Dig Your Own Holee mais mixagens
Em 17 de abril de 1997 foi lançado o segundo álbum, Dig Your Own Hole, gravado no estúdio da própria banda em Londres, e cujo título foi retirado de um grafite na parede de fora do referido estúdio. Teve boa aceitação tanto pela crítica quanto comercialmente. A banda passou então a realizar turnê extensivamente, particularmente nos Estados Unidos. Em agosto entraram em contato com os Dust Brothers, e pediram para remixar o single do grupo "Elektrobank".
Em 1998 o grupo concentrou-se na tarefa de DJ, e em setembro foi lançado o álbum de mixagens Brother's Gonna Work It Out, contendo faixas de artistas influentes no som da banda tais como Renegade Soundwave, Meat Beat Manifesto e Kenny 'Dope' Gonzales. Em maio do ano seguinte voltaram a apresentar-se e lançaram a faixa "Hey Boy, Hey Girl". A canção era mais influenciada pelo house que pelo hip hop, e era bastante acessível para o mercado da época.
Em maio de 1999 a banda fez sua primeira apresentação no Brasil em turnê de pré-lançamento do próximo álbum, Surrender.

### Surrender
O terceiro álbum Surrender foi pré-lançado no Brasil em maio de 1999, no evento Levi's Live: um Live PA áudio-visual da dupla em plena ascensão de carreira, realizado no Via Funchal em São Paulo. O álbum foi lançado oficialmente em junho de 1999, contando com participações de Noel Gallagher, Jonathan Donahue do Mercury Rev e Hope Sandoval do Mazzy Star. De acordo com a indicação de "Hey Boy, Hey Girl", o álbum era mais orientado ao house. Um dos destaques, "Out Of Control", teve vocais por Bobby Gillespie do Primal Scream e Bernard Sumner do New Order, atingindo o primeiro lugar no Reino Unido. Outra faixa que recebeu bastante atenção foi "Let Forever Be", amplamente devido a seu videoclipe inovador dirigido por Michel Gondry.

### "It Began in Afrika" eCome With Us
Em agosto de 2000 tocaram para uma grande público em um festival na Irlanda, com auges nas canções "Out Of Control" e "Hey Boy, Hey Girl". Em dezembro apresentaram sua nova faixa "It Began in Afrika" nas apresentações em Nova Iorque abrindo para a banda U2. No ano seguinte começaram os trabalhos com o novo álbum, levando pouco a pouco as faixas a público, mesma estratégia utilizada nos álbuns anteriores. A dupla ainda remixou a faixa de Fatboy Slim, "Song For Shelter", presente no álbum Halfway Between the Gutter and the Stars.
Em outubro a banda terminou Come With Us, tendo sido lançado em janeiro de 2002. Foi menos aceito que os anteriores, mas ainda assim tornou-se topo de parada no Reino Unido na primeira semanada de lançamento, vendendo 100 mil cópias.
No final de 2002 começaram a trabalhar em novo material, incluindo "The Golden Path", uma colaboração com Wayne Coyne, vocalista e líder do The Flaming Lips. No final de 2003 trabalharam com Kylie Minogue, e em 2004 fizeram sua primeira turnê pela América do Sul, passando por Chile, Argentina e Brasil, neste último em apresentação no estádio do Pacaembu, lançando algumas faixas que estariam no álbum seguinte, Push the Button.

### Push the Button
Em 2004 os Chemical Brothers começaram a trabalhar em Push the Button. Foram pré-lançadas faixas inéditas do álbum em outubro de 2004, em sua segunda apresentação no Brasil, no evento Nokia Trends realizado no estádio do Pacaembu em São Paulo. Seu quinto álbum de estúdio foi então lançado em janeiro do ano seguinte. "Galvanize" foi o primeiro single, sucedido de "Believe" e "The Boxer". Tanto o álbum quanto "Galvanize" ganharam o Grammy em 2006. A canção "The Big Jump" apareceu nos jogos eletrônicos Burnout Revenge e Project Gotham Racing 3. A canção "Galvazine" apareceu em Need for Speed: Most Wanted 2012.

### We Are the Night
O grupo anuncionou em junho de 2006 em seu fórum oficial que estava a trabalhar no novo material, chamado até então somente Chemical 6. Em 21 de março de 2007 anunciaram no sítio MySpace oficialmente seu próximo álbum. Intitulado We Are the Night, o álbum foi lançado em 2 de julho do mesmo ano. Colaborações de outros músicos incluíram Klaxons (em "All Rights Reversed"), Midlake (em "The Pills Won't Help You Now"), Ali Love (em "Do It Again") e Willy Mason (em "Battle Scars").

### Further
Further é o sétimo album lançado em 14 de junho de 2010.

## Discografia

### Álbuns de estúdio
- Exit Planet Dust (1995) - #9 UK
- Dig Your Own Hole (1997) - #1 UK, #14 US
- Surrender (1999) - #1 UK, #32 US
- Come With Us (2002) - #1 UK, #32 US
- Push The Button (2005) #1 UK, #59 US, #25 CAN
- We Are the Night (2007)
- Further (2010)
- Don't Think (2011)
- Born in the Echoes (2015)
- No Geography (2019)

### Compilações
- Live at the Social Volume 1 (1996) - #19 UK
- Brother's Gonna Work It Out (1998) - #7 UK, #95 US
- American (2002)
- Singles 93-03 (2003) - #9 UK
- Live 05 (2005)
- The Remixes Volume 06 (2005)
- Brotherhood (2008)

### Singles
de Exit Planet Dust
- "Leave Home" (1995) - #17 UK
- "Life is Sweet" (1995) - #25 UK

sem álbum
- "Loops of Fury EP" (1996) - #13 UK
- "Midnight Madness" (2009)

de Dig Your Own Hole
- "Setting Sun" (1996) - #1 UK, #80 US
- "Block Rockin' Beats" (1997) - #1 UK
- "Elektrobank" (1997) - #17 UK
- "The Private Psychedelic Reel" (1997)

de Surrender
- "Hey Boy Hey Girl" (1999) - #3 UK
- "Let Forever Be" (1999) - #9 UK
- "Out of Control" (1999) - #21 UK
- "Music:Response" (2000)

de Come With Us
- "It Began in Afrika" (2001) - #8 UK
- "Star Guitar" (2002) - #8 UK
- "Come with Us/The Test" (2002) - #14 UK
- "Come with Us Japan Only EP" (2002)
- "American EP" (2002)

de Singles 93-03
- "The Golden Path"  (2003, com The Flaming Lips) - #17 UK
- "Get Yourself High" (2003)

de Push the Button
- "Galvanize" (2005) - #3 UK
- "Believe" (2005) - #18 UK
- "The Boxer" (2005) - #41 UK

## Shows no Brasil
São Paulo - Via Funchal (1999)
São Paulo - Estádio do Pacaembu (2004)
São Paulo - Credicard Hall (2007)
São Paulo - Espaço das Américas (2015)
Rio de Janeiro - Vivo Rio (2015)